# Boia-fria

Os boias-frias (português brasileiro) ou assalariados rurais (português europeu) são os trabalhadores que migram de uma região agrícola para outra, acompanhando o ciclo produtivo das diversas culturas. São agricultores em diversas lavouras, mas não possuem suas próprias terras.

## História
A associação do setor agropecuário ao industrial, orientado por medidas e políticas boias-frias 
com vistas a um aumento da produção e atento às necessidades do mercado interno e externo, a partir da década de 60, legou ao trabalhador rural a herança da exclusão social e política, transfigurada em modernização,agrícola,dessa forma, o Estado, para não obstaculizar o crescimento da economia, implementa ações que resultam no desenvolvimento de relações capitalistas no campo.

## Características
Os boias-frias são conduzidos sem segurança, geralmente nos carros de caminhões de casa até as plantações. Os locais variam de acordo com as épocas do ano e as épocas de colheita.
O nome advém do fato de estes trabalhadores levarem consigo suas próprias refeições (na gíria, boia) em recipientes sem isolamento térmico desde que saem de casa, de manhã cedo, o que faz com que elas já estejam frias na hora do almoço.
Em anos recentes, houve diversas denúncias e casos de boias-frias flagrados sob exploração de trabalho escravo ou semiescravo, o que faz desta classe um tema constante na luta por direitos humanos. E vivem de trabalhos mal remunerados, mudando constantemente de trabalho para que tenham dinheiro para sobreviver.
Os boias-frias surgiram principalmente pelo trabalho assalariado nas propriedades rurais. Em sua grande maioria, eram assalariados que moravam nas fazendas, em colônias com dezenas de casas, onde, além de receber salário, podiam fazer pequenas lavouras próprias, cuja colheita vendiam ao próprio fazendeiro ou nas cidades próximas. Com a grande mecanização das lavouras e a impossibilidade das fazendas manterem assalariados, eles foram em êxodo para as cidades. Alguns outros eram pequenos proprietários de terras que ganhavam muito pouco com o que produziam, e quando os grandes proprietários de terras passaram a oferecer pagamento, e não parte da produção, esses pequenos proprietários venderam suas terras e foram trabalhar nas lavouras, principalmente de cana.
Normalmente eles trabalham apenas em tempos de semeadura e colheita.